# Стрехнин, Юрий Фёдорович
Юрий Фёдорович Стрехнин (1912 — 1996) — русский советский писатель, автор книг о Великой Отечественной войне.

## Биография
Юрий Фёдорович Стрехнин родился в Томске 11 октября (28 сентября ст.ст.) 1912 года в семье служащих. Отец его работал землемером, мать была учительницей в сельской школе.
В 1928 году окончил 8 классов школы в городе Славгород, а в 1932 году — сельскохозяйственный техникум, в 1929 году — был корреспондентом газет «Правда Востока» (Ташкент) и Славгородской окружной газеты.
С 1932 года Юрий Стрехнин работал агротехником на машинно-тракторной станции и одновременно учителем в школе крестьянской молодёжи в селе Коробейниково. В 1934 — 1935 годах был заместителем директора совхоза. С 1935 года работал учителем в селе Бердск, в школе № 6 Новосибирска.
В 1937 году он поступил на 2-й курс заочного отделения литературного факультета Томского государственного учительского института, а на следующий год был переведён на очную форму обучения. в 1939 году он собирал фольклорный материал в экспедиции в Алтайском крае. В 1940 году Юрий Стрехнин окончил институт с отличием и получил рекомендацию для поступления в аспирантуру Этнографического института Академии наук СССР.
В годы Великой Отечественной войны окончил пехотное училище, воевал на Курской дуге, в Крыму, на Дунае.
Начал публиковаться в армейской прессе с 1945 года.
В 1951 году вышла его первая книга  «На поле Корсуньском».
Произведения Юрия Стрехина написаны на основе пережитого им в войну.
В 1958 году окончил Литературный институт. С начала 1960-х годов был заместителем председателя комиссии по военно-художественной литературе при Союзе писателей СССР, секретарём московской организации Союза писателей РСФСР

## Награды и премии
- Премия Министерства обороны СССР  1974 год

## Книги
- В степи опалённой
- Город отважных
- Здравствуй, товарищ!   1954
- Через шесть границ     1955
- Пушки ещё не смолкли   1959
- Знамя                  1960
- Про отряд Бороды       1962
- Живём среди друзей     1964
- Друзья познаются в бою 1966
- Легенда о флаге         1969
- Есть женщины в русских селеньях  1970
- Корабли идут в Берлин    1977
- Семнадцать в тридцатом 1983
- Избранное. В 2-х томах.  1989